# تيلوريد المنغنيز الثنائي
تيلوريد المنغنيز الثنائي هو مركب كيميائي لاعضوي صيغته MnTe، ويوجد على هيئة صلب رمادي.

## التحضير
يحضر المركب من التفاعل المباشر بين عنصري المنغنيز والتيلوريوم عند درجات حرارة تقارب 700 °س.
{\displaystyle \mathrm {Mn+Te\longrightarrow MnTe} }

## الخواص
يوجد المركب في الشروط القياسية على هيئة مسحوق بلوري رمادي، وهو غير قابل للانحلال في الماء. يبدي المركب خواص مغناطيسية حديدية مضادة وتبلغ فيمة درجة حرارة نيل (Néel temperature) مقدار 307 كلفن.